# Hyperaspis lugubris
Hyperaspis lugubris är en skalbaggsart som först beskrevs av Randall 1838.  Hyperaspis lugubris ingår i släktet Hyperaspis och familjen nyckelpigor. Inga underarter finns listade i Catalogue of Life.